# Till Carl Michael – Fred Åkerström sjunger Bellman
Till Carl Michael – Fred Åkerström sjunger Bellman är ett samlingsalbum av vissångaren Fred Åkerström, utgivet 1989 på skivbolaget WEA. Samlingen består av Åkerströms Carl Michael Bellman-tolkningar tidigare utgivna 1964–1977 på albumen Visor och oförskämdheter (1964), Fred sjunger Bellman (1969), Glimmande nymf (1975) och Vila vid denna källa (1977).
Samlingen sammanställdes av Anders Burman och med skivan följde en konvoluttext skriven av Oscar Hedlund. Fotona togs av Bengt Dawidson och Hedlund och albumet designades av Stig Söderqvist. Albumet gavs ut som en dubbel-CD.

## Innehåll

### CD 1
1. "Nå, skruva fiolen, Ep. 2"
2. "Fader Berg i hornet stöter, Ep. 3"
3. "Kära syster mig nu lyster, Ep. 24"
4. "Drick ur ditt glas, Ep. 30"
5. "Ack, vad för en usel koja, Ep. 34"
6. "Movitz blåste en konsert, Ep. 51"
7. "Se dansmästaren Mollberg, Ep. 69"
8. "Liksom en herdinna, Ep. 80"
9. "Märk hur vår skugga, Ep. 81"
10. "Fader Bergström, Ep. 63"
11. "Vila vid denna källa, Ep. 82"
12. "Glimmande nymf, Ep. 72"

### CD 2
1. "Stolta stad, Ep. 33"
2. "Så lunka vi så småningom, Sång 21"
3. "Mollberg satt i paulan, Ep. 41"
4. "Gråt fader Berg, Ep. 12"
5. "Tjänare Mollberg, hur är det fatt, Ep. 45"
6. "Värm mer öl och bröd, Ep. 43"
7. "Käraste bröder, systrar och vänner, Ep. 9"
8. "Movitz helt allena, Ep. 44"
9. "Se Movitz, vi står du och gråter, Ep. 31"
10. "Bröderna fara väl vilse ibland, Ep. 35"
11. "Gubben är gammal, urverket dras, Ep. 27"
12. "Ack du min moder, Ep. 23"